# Zbór Kościoła Zielonoświątkowego „Słowo Życia” w Krzeszowicach
Zbór Kościoła Zielonoświątkowego „Słowo Życia” w Krzeszowicach – zbór ewangeliczny o charakterze zielonoświątkowym, mający siedzibę w Krzeszowicach ul. św. Floriana 3. Należy do Kościoła Zielonoświątkowego w RP.

## Historia
Zbór został utworzony w 1993 w wyniku podziału krakowskiego Zboru Kościoła Zielonoświątkowego „Betlejem”, mającego miejsce na przełomie lat 80. i 90. XX wieku, a wspólnota w Krzeszowicach usamodzielniła się jako ostatnia z powoływanych w tym czasie z „Betlejem” zborów. 
W 1999 pastorem w Krzeszowicach został Zbigniew Sosulski, który do 2001 pełnił równolegle stanowisko pastora zboru w Olkuszu. Prowadzenie regularnych nabożeństw w Krzeszowicach rozpoczęto od września 2001 i początkowo odbywały się one w wynajętej przez wspólnotę sali w budynku szkoły muzycznej przy ul. Ogrodowej. Następnie miejsce spotkań zostało przeniesione do siedziby Ochotniczej Straży Pożarnej przy ul. św. Floriana.